# Вербино (Хорольский район)
Вербино (укр. Вербине) — село, Вишняковский сельский совет, Хорольский район, Полтавская область, Украина.
Население по переписи 2001 года составляло 166 человек.

## Географическое положение
Вербино находится в 5 км от реки Хорол, в 1,5 км от села Новоивановка.

## История
Село указано на военно-топографической карте-трёхверстовке Полтавской области 1869 года как хутор Вербин.

## Известные жители и уроженцы
- Никитенко, Анна Пантелеевна (1922—1998) — Герой Социалистического Труда.